# Lago Makgadikgadi
El lago Makgadikgadi (del inglés: Lake Makgadikgadi) fue un antiguo lago africano ahora desaparecido que existió en lo que hoy es el desierto de Kalahari, en Botsuana, y que hoy ha dado lugar a la formación de los salares de Makgadikgadi. 
Puede que una vez el lago haya cubierto hasta 80 000 km² y se cree que tuvo 30 m de profundidad. Los ríos Okavango, Zambeze y Cuando desaguaron en el lago. El Makgadikgadi es descrito como el lugar donde se piensa que se produjo el nacimiento de una gran cantidad de cíclidos, que una vez nadaron en los ríos Congo, Zambezi, Okavango y Limpopo, entre 100 a 400 nuevas especies de las cuales aproximadamente unas 25 sobreviven hoy.

## Origen e historia
Hace aproximadamente 3 millones de años, los fuertes vientos del Este provocaron en la parte central del  desierto de Kalahari la formación de dunas alargadas que corrían de este a oeste. Durante las épocas más húmedas, esas dunas canalizaron el flujo de los grandes ríos de la zona, el Okavango, Cuando y Zambezi, hacia el este, acompañando el Limpopo, hasta el océano Índico.
Hace aproximadamente 2 millones de años, la formación de la falla conocida como el eje Kalahari-Zimbabue (Kalahari-Zimbabwe axis), que  corre desde la  capital de Zimbabue, Harare, pasando por la segunda mayor ciudad, Bulawayo, y termina en el lado oriental del Kalahari, creó una enorme cuenca y obligó a estos ríos a fluir en ella y llenar la cuenca. El antiguo lago Makgadikgadi se formó de este modo.
Cuando pasaron los milenios, el lago se llenó y agotó su capacidad de embalse y comenzó a desbordarse.  Hace unos 20000 años, como resultado, comenzó a drenar hacia el norte y luego hacia el este. Esto hizo que los actuales cursos medio e inferior del Zambeze se conectasen, lo que provocó la formación de las cataratas Victoria. Dado que el agua fue capaz en ese momento de fluir fuera de la cuenca, el lago Makgadikgadi pudo drenar parcialmente y su nivel medio disminuyó.
Luego siguió un período climático más seco, que provocó un aumento en la evaporación y una disminución en el flujo de los ríos que lo alimentaban.  Hace unos 10.000 años, la desecación del lago Makgadikgadi ya estaba en una etapa avanzada. Los sedimentos y derrubios del río Okavango y la arena arrastrada por el viento fueron llenando poco a poco el lago.
La formación de la falla Gumare hundió la zona. Como resultado, el agua del río Okavango se extendió sobre un área mucho mayor de tierra de lo que hacía anteriormente, formando el característico accidente del delta interior del Okavango, en forma de abanico, lo que redujo aún más el agua que fluía en el lago Makgadikgadi y aceleró su desaparición.
Hoy en día, los únicos restos del antiguo lago Makgadikgadi que permanecen son el delta del Okavango, el salar Nxai, los Ngami y Xau, la depresión Mababe, y los dos principales salares de Makgadikgadi, Sua y Nwetwe.

## Ecología

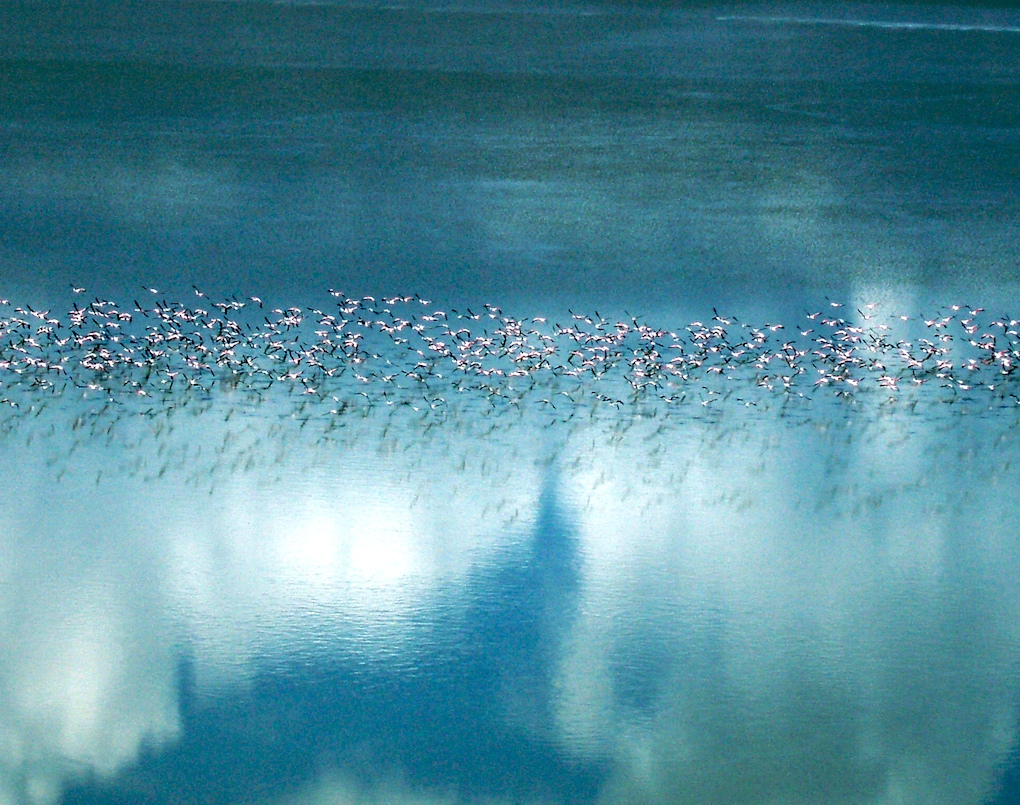
Los salares de Makgadikgadi son uno de los lugares de cría más importantes en África del Sur de los flamencos menores y mayores.

El lago Makgadikgadi se teoriza que pudo haber sido el lugar de nacimiento de gran cantidad de cíclidos que una vez nadaron en los ríos  Congo, Zambezi, Okavango y Limpopo, un máximo de 100 a 400 nuevas especies, de las cuales aproximadamente el 25 sobreviven hoy. El mero tamaño del lago puede haber proporcionado a los antepasados de estos peces una amplísima gama de nuevos nichos ecológicos para explotar y, por lo tanto, podría haber servido de estímulo para la evolución de  nuevas especies, lo que pudieron haber hecho en tiempo récord antes de que el lago drenase por completo. La teoría dice, además, que las nuevas especies, después de haber evolucionado dentro de los confines del lago, podrían haber escapado con el agua del lago, que ya drenaba, y poblar los ríos de la región para convertirse en los cíclidos que existen en la actualidad.
En tiempos modernos, la tierra permanece seca la mayoría del año y es un humedal estacional en los meses veraniegos lluviosos.